# Coola killar
Coola killar är ett studioalbum från 1992 av det svenska dansbandet Arvingarna, och bandets debutalbum. För albumet fick bandet även en Grammis i kategorin "Årets dansband". På Svensktoppen fick man in låtarna Jeannie (Jeannie's Coming Back), Coola killar och Sången till Jennifer (alla 1992).

## Låtlista
1. "Sången till Jennifer"
2. "Have You Ever Seen the Rain"
3. "Jeannie" (Jeannie's Coming Back)
4. "Ögon blå"
5. "Put Your Head on my Shoulder"
6. "Akta dej"
7. "Sloop John B"
8. "Coola killar"
9. "Hur kan jag nånsin glömma dig"
10. "Looky Looky"
11. "Sound of Silence"
12. "Kung i stan"
13. "Elenore"
14. "The End of the World"

## Listplaceringar
| Lista (1992-1993) | Topplacering |
| ----------------- | ------------ |
| Sverige           | 49           |

### Fotnoter
1. ↑  ”Grammis”. Arkiverad från originalet den 17 mars 2012. https://web.archive.org/web/20120317055524/http://www.ifpi.se/wp/wp-content/uploads/100428-lc-vinnare-genom-%C3%A5ren.pdf. Läst 1 maj 2011.
2. ↑  Svensktoppen - 1992
3. ↑  Placering på den svenska albumlistan